# Varo Venturi
Varo Venturi (Roma, 9 agosto 1956) è un regista, sceneggiatore e musicista italiano.

## Biografia

### Musica

Il giovane Venturi

Mentre studia all'università lavora come fotografo per vari settimanali, e suona, come chitarrista e multistrumentista, formando diversi gruppi musicali tra il rock e la sperimentazione.
Interessato anche al teatro e alla poesia contemporanea, nel 1978 si unisce al Living Theatre di Julian Beck in veste di musicista e attore.
A cavallo tra gli anni '80 e ‘90 dopo aver realizzato musiche per lavori di teatro contemporaneo, come la Medea di Enrico Job e performance di pittura, comincia una prolifica attività di musicista e compositore, producendo e scrivendo per vari artisti. Nel 1983 incontra la cantante Nada per la quale scrive e compone la maggior parte dei brani dell'album Smalto tra i quali Amore disperato - uno dei maggiori successi di quell'anno - e poi rimasto un evergreen della musica leggera italiana.
Come artista crea i gruppi N.A.T.O. (insieme al cantante Gianluigi Di Franco); Richter, Venturi e Murru, con i quali partecipa al Festival di Sanremo 1984 con il brano Mondorama; i Mondorhama, con cui realizza un album, sia in italiano che in inglese, prodotto e distribuito in tutta Europa da RCA e Polydor tedesca.
Nel 1987, insieme alla cantante Liliana Richter, forma i Guernica, con i quali realizza due album (il secondo prodotto da Vasco Rossi per la EMI Italiana) e produce i Blossom Child per i quali scrive, insieme a Paolo Fabiani, e produce il brano I Pray, successo europeo e Disco d'oro in Francia.
Dal '93, mentre realizza alcuni brani dance, produce l'album Orchestra Spettacolo Mariani per il cantante e rapper Roberto Mariani - che include Ex, un rap costruito su un articolo del giornalista Giuliano Zincone (che partecipa assieme a Giuliano Ferrara e all'allora ex assessore alla Cultura del Comune di Roma Renato Nicolini, ideatore della grande manifestazione culturale e di spettacolo Estate Romana al videoclip del brano) - e tre album per la cantante Francesca Schiavo, per la quale scrive anche il brano Il mondo è qui, che partecipa al 44º Festival di Sanremo.

### Cinema
Dopo essersi cimentato anche come videomaker realizzando alcuni videoclip per svariati artisti nel 1997 inizia ufficialmente l'attività di autore e filmmaker dirigendo e producendo il cortometraggio Cosmos Hotel - realizzato nel neonato supporto dvcam - premiato al Sacher Festival 1997 e ospite del Festival del cinema di Locarno e del Torino Film Festival.
Successivamente, dopo aver realizzato il suo secondo cortometraggio, Don Giovanni (in concorso al Sacher Festival 1998), partecipa come attore e compositore al film di Franco Bernini, Sotto la luna, e come attore al film di Peter Del Monte Controvento accanto a Valeria Golino. Parallelamente co-scrive con la sua collaboratrice Luisa M. Fusconi  la sceneggiatura del film L’italiano (di E. De Dominicis) in cui è anche uno degli attori principali.
Nel 2003 inizia a girare Nazareno, lungometraggio autoprodotto in totale indipendenza insieme a Luisa M. Fusconi, e distribuito dalla sua Deusfilm - dove dirige un cast di attori in maggioranza non professionisti. Distribuito nel 2007 il film vince a Parigi lo Special Jury Award al Festival Europeo del Cinema Indipendente (ÉCU 2008), e ottiene una nomination per la Migliore Opera Prima al Ciak D'oro 2008.
Tra il 2009 e il 2011 progetta e gira il film di fantascienza sul tema gli alieni 6 giorni sulla Terra, con il supporto di Corrado Malanga, Ricercatore di Chimica Organica all'Università di Pisa, nonché studioso del fenomeno di abduzione aliena attraverso l'ipnosi. Il film viene invitato al 33º Festival cinematografico internazionale di Mosca.

## Filmografia

### Regista, produttore, direttore della fotografia

#### Cortometraggi
- Cosmos Hotel (1997)[4]
- Don Giovanni (1998)

#### Lungometraggi
- Nazareno (2007)[5]
- 6 giorni sulla Terra (2011)[6]

#### Documentari
- Sci-Real (2016)

### Sceneggiatore

#### Cortometraggi
- Cosmos Hotel, regia di Varo Venturi (1997)
- Don Giovanni, regia di Varo Venturi (1998)

#### Lungometraggi
- L'italiano, regia di Ennio De Dominicis (2002)
- Nazareno, regia di Varo Venturi (2007)
- 6 giorni sulla Terra, regia di Varo Venturi (2011)

#### Documentari
- Sci-Real, regia di Varo Venturi (2016)

### Attore
- Sotto la luna, regia di Franco Bernini (1999)
- Controvento, regia di Peter Del Monte (2000)
- L'italiano, regia di Ennio De Dominicis (2002)

### Compositore
- Sotto la luna, regia di Franco Bernini (1999)

## Discografia
| Anno | Titolo                       | Casa discografica             | Artista                  | Cantante | Compositore | Autore | Arrangiatore | Produttore | Note |
| ---- | ---------------------------- | ----------------------------- | ------------------------ | -------- | ----------- | ------ | ------------ | ---------- | --- |
| 1982 | N.A.T.O.                     | Qdisc - IT dischi             | N.A.T.O                  | ✔        | ✔           | ✔      | ✔            |            | Componente del duo insieme al cantante Gianluigi Di Franco |
| 1983 | Smalto                       | LP - EMI                      | Nada                     |          | ✔           | ✔      |              |            | 5 brani tra cui la hit Amore disperato |
| 1983 | Amore disperato              | 45g. - EMI                    | Nada                     |          | ✔           | ✔      |              |            | Cover tra cui B-SIde, Caparezza, Mondo Marcio Versioni internazionali tra cui Katzenaugen in Germania Theme song di "Mio fratello è figlio unico", Vacanze di Natale, ecc. |
| 1984 | Mondorama                    | 45g. - RCA                    | Richter, Venturi e Murru | ✔        | ✔           | ✔      | ✔            |            | Componente del gruppo insieme a Liliana Richter e Marcello Murru Festival della Canzone Italiana di Sanremo 1984 - Sezione Giovani                                         |
| 1984 | Balliamo ancora un po'       | 45g. - EMI                    | Nada                     |          | ✔           | ✔      | ✔            |            | |
| 1985 | Mondorhama                   | LP - RCA e Polydor Germania   | Richter, Venturi e Murru | ✔        | ✔           | ✔      | ✔            |            | Componente del gruppo, insieme a Liliana Richter e Marcello Murru |
| 1985 | Stories                      | 45g. - RCA e Polydor Germania | Mondorhama               | ✔        | ✔           | ✔      | ✔            |            | Componente del gruppo, insieme a Liliana Richter e Marcello Murru |
| 1985 | I pray                       | 45g. - Carrere/RCA/ITdischi   | Blossom Child            |          | ✔           | ✔      | ✔            | ✔          | Disco d'oro in Francia Tra i primi 50 hit dell'anno in Europa |
| 1985 | Il tuo diario                | 45g. - EMI                    | Nada                     |          | ✔           | ✔      | ✔            |            | |
| 1986 | Lost in Panama               | 45g - RCA                     | Mondorhama               | ✔        | ✔           | ✔      | ✔            |            | Componente del gruppo insieme a Liliana Richter e Marcello Murru |
| 1988 | Guernica                     | LP/CD - RCA                   | Guernica                 | ✔        | ✔           | ✔      | ✔            |            | Componente del gruppo insieme a Liliana Richter |
| 1988 | Grassa Città                 | 45g - RCA                     | Guernica                 | ✔        | ✔           | ✔      | ✔            |            | Componente del gruppo insieme a Liliana Richter |
| 1990 | Remember                     | Mix - DFC/Expanded Music      | Hipsters                 |          | ✔           | ✔      | ✔            | ✔          | |
| 1990 | Star                         | Mix - Expanded Music          | Varied Lily              |          | ✔           | ✔      | ✔            | ✔          | Con pseudonimo HIPNOS |
| 1991 | Chakra                       | Mix - DFC                     | Chakra                   |          | ✔           | ✔      | ✔            | ✔          | Con pseudonimo HIPNOS |
| 1992 | Orchestra Spettacolo Mariani | CD - ITdischi                 | Roberto Mariani          |          | ✔           | ✔      | ✔            | ✔          | |
| 1992 | Ex                           | singolo - ITdischi            | Roberto Mariani          |          | ✔           | ✔      | ✔            | ✔          | |
| 1992 | Giulia                       | singolo - ITdischi            | Roberto Mariani          |          | ✔           | ✔      | ✔            | ✔          | |
| 1992 | Guernica                     | CD - Vasco Rossi/EMI          | Guernica                 | ✔        | ✔           | ✔      | ✔            |            | Componente del gruppo insieme a Liliana Richter |
| 1992 | Guarda il tuo cuore          | Singolo - Vasco Rossi/EMI     | Guernica                 | ✔        | ✔           | ✔      | ✔            |            | Componente del gruppo insieme a Liliana Richter |
| 1992 | Le Anime Nere                | CD - BMG Ariola               | Nada                     |          | ✔           | ✔      | ✔            |            | Con pseudonimo HIPNOS |
| 1992 | Guarda Quante Stelle         | Singolo - BMG Ariola          | Nada                     |          | ✔           | ✔      | ✔            |            | Con pseudonimo HIPNOS |
| 1992 | Let Your Body Talk           | Mix - D&W                     | Chakra                   |          | ✔           | ✔      | ✔            | ✔          | |
| 1992 | A Cannibal in Manhattan      | Mix - Expanded Music          | Varied Lily              |          | ✔           | ✔      | ✔            | ✔          | |
| 1993 | Schiavo                      | CD - ITdischi                 | Francesca Schiavo        |          | ✔           | ✔      | ✔            | ✔          | |
| 1993 | Come Inside Me               | Mix - DFC/Expanded music      | Chakra                   |          | ✔           | ✔      | ✔            | ✔          | |
| 1994 | Losaicivuoleamore            | CD - ITdischi                 | Francesca Schiavo        |          | ✔           | ✔      | ✔            | ✔          | |
| 1994 | Il mondo è qui               | singolo - ITdischi            | Francesca Schiavo        |          | ✔           | ✔      | ✔            | ✔          | Festival della Canzone Italiana di Sanremo 1994 |
| 1996 | Babies are crazy             | Alabianca Netherlands         | Chakra                   |          | ✔           | ✔      | ✔            | ✔          | |
| 1996 | FRANCESCA!                   | CD - ITdischi                 | Francesca Schiavo        |          | ✔           | ✔      | ✔            | ✔          | |
| 1995 | Amore e guerra               | singolo - ITdischi            | Francesca Schiavo        |          |             |        | ✔            | ✔          | Festival della Canzone Italiana di Sanremo 1995 |
| 1997 | Credimi                      | singolo - ITdischi            | Francesca Schiavo        |          | ✔           | ✔      | ✔            | ✔          | Theme song del film Cresceranno i carciofi a Mimongo di Fulvio Ottaviano.                                                                                                  |
| 2001 | Ricordatevi dei fiori        | CD - BMG                      | Valeria Rossi            |          |             |        |              |            | Chitarrista |